# ジャン＝ピエール・バリエ＝デシャン

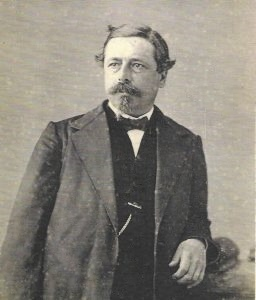

ジャン＝ピエール・バリエ＝デシャン（Jean-Pierre Barillet-Deschamps、1824年 - 1873年）は、フランスの造園家。
オスマン時代のパリ都市改造の際に測量と図面製作から公園緑地までを担当した。パリの公園事業のほかに、エジプトやイタリア・トリノにも招かれ、トリノではポー川のほとりに、ヴァレンティーノ庭園を設計している。

## 概要
子爵のもとに出入りしていた庭師の息子で、そこの主人に進められ1839年から修行を開始したという。
その後セーヌ県知事としてパリに召喚されたジョルジュ・オスマンに誘われ、パリ改造に彼はエンジニアの権限の下で参加。 オスマンはナポレオン3世の意図を汲んでパリの大改造を実施するのに伴い、とりわけ正確な地図が要るとデシャンに指示。こうしてデシャンは直ちにパリ市全域の三角測量を実行し、正確な地図を迅速に作成してこの期待に応えている。そして、知事執務室に置かれたこの地図をもとに、パリ改造計画が策定されることになる。
その後パリ市チーフ庭師の肩書きでジャン＝シャルル・アルファン、ユージン・ベルグランらと遊歩道やプランテーションに取り組み、ヴィクトール・バルタール、ガブリエル・ダビウ、ジャック・イニャス・イトルフら建築家らとともに市街地改造に携わる。この後、ブローニュの森やヴァンセンヌの森など緑地事業に取り組み、リュクサンブール公園、モンソー公園、ビュット・ショーモン公園やモンスリー公園を再整備した。1841年にはメトレイの農業入植地や刑務所での職業訓練施設教官ともなり、この後ボルドーにて園芸所を設立した。
1865年からは、ルマンの庭でイングリッシュガーデン用の植物を栽培したり、リールで、ヴォーバン・デザインガーデンやルーベのBarbieux公園に関わり、オープンラミュエットにランドスケープアーキテクトのための施設を設立したり、農園や庭園に関してカンブレー、マルセイユ、イエールからミラノやトリノ、ベルギー、オーストリア、プロイセンまで招かれ国際的なキャリアを積んだ。そして1870年、エジプトから招聘され、カイロでエジプト総督を1873年まで勤める。その後肺の病気に感染し、フランスに戻って治療するためヴィシーのホテルデュパレロワイヤルに移り、そこで亡くなった。